# Ida Marie Bille

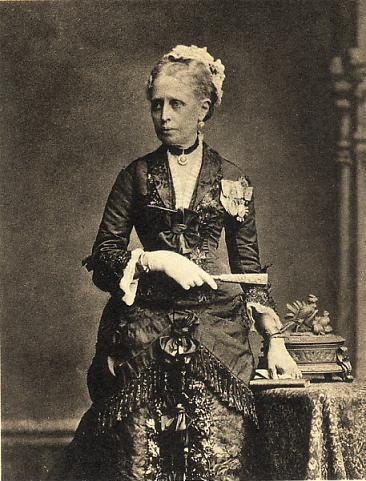
Ida Marie Bille

Ida Marie Bille, född 1822, död 1902, var en dansk hovfunktionär. Hon var overhofmesterinde till Danmarks drottning Louise av Hessen-Kassel, mellan 1864 och 1876. 
Hon var dotter till greve Preben Bille-Brahe och Johanne Caroline Wilhelmine Falbe (1789-1823) och syster till amtmand Johan Christian Bille-Brahe.
Hon blev gifte sig 11 mars 1844 med diplomaten Christian Høyer Bille.
Hon utnämndes till den danska drottningen Louises överordnade hovdam 1864, året efter att Louise blivit drottning. Som sådan fick hon ansvaret för de danska hovfröknarna. Hon fick som sådan pensionsplats på Vallø Stift.
Hon ingick i det följe som följde med den danska prinsessan Maria Fjodorovna till dennas bröllop med den ryska tronarvingen i Ryssland i november 1866 och deltog i det kejserliga bröllopet. 